# Abadia de Munkeliv
Munkeliv Abbey (Munkeliv kloster) va ser una abadia benedictina situada a Nordnes, a Bergen (Noruega). Va ser un dels monestirs més antics de Noruega, i també un dels més rics i millor documentats. Actualment no hi ha restes visibles.

## Història
L'abadia de Munkeliv va ser fundada com una abadia benedictina pel rei Eystein I de Noruega (Øystein 1 Magnusson) cap al 1110 i dedicada a sant Miquel. L'abadia es trobava estratègicament situada al turó dominant de Nordnes, sobre la recentment establerta ciutat de Bergen, amb l'objectiu de fomentar el desenvolupament de la ciutat. Els seus primers segles van ser reeixits i pròspers, però l'arribada de la pesta negra a mitjans del segle xiv va provocar el seu declivi. A més, els edificis van sofrir grans danys l'any 1393 quan l'abadia va ser atacada per pirates coneguts com els Vitalians (vitaliebrødrene). Gràcies a la seva gran riquesa, va aconseguir sobreviure a aquestes catàstrofes, però no va poder evitar un nou declivi.
A la dècada del 1420, les brigidines es van establir a l'abadia, amb l'aprovació del Papa, i van conviure amb els monjos. Aquest va ser un període molt pertorbat; l'abadia va ser novament danyada pel foc el 1455, quan va ser atacada pels mercaders hanseàtics que perseguien a Olav Nilsson, comandant del castell reial de Bergen, que s'havia refugiat a l'abadia. Tant Olav Nilsson com Leif Thor Olafsson, bisbe de Bergen van morir durant l'atac. Durant la dècada del 1460, els ocupants de Munkeliv es van veure obligats a buscar refugi a l'abadia de Hovedøya a Oslo. El monestir va ser reconstruït per l'ordre cistercenc i va tornar a ser ocupat per l'ordre de les brigidines el 1480.

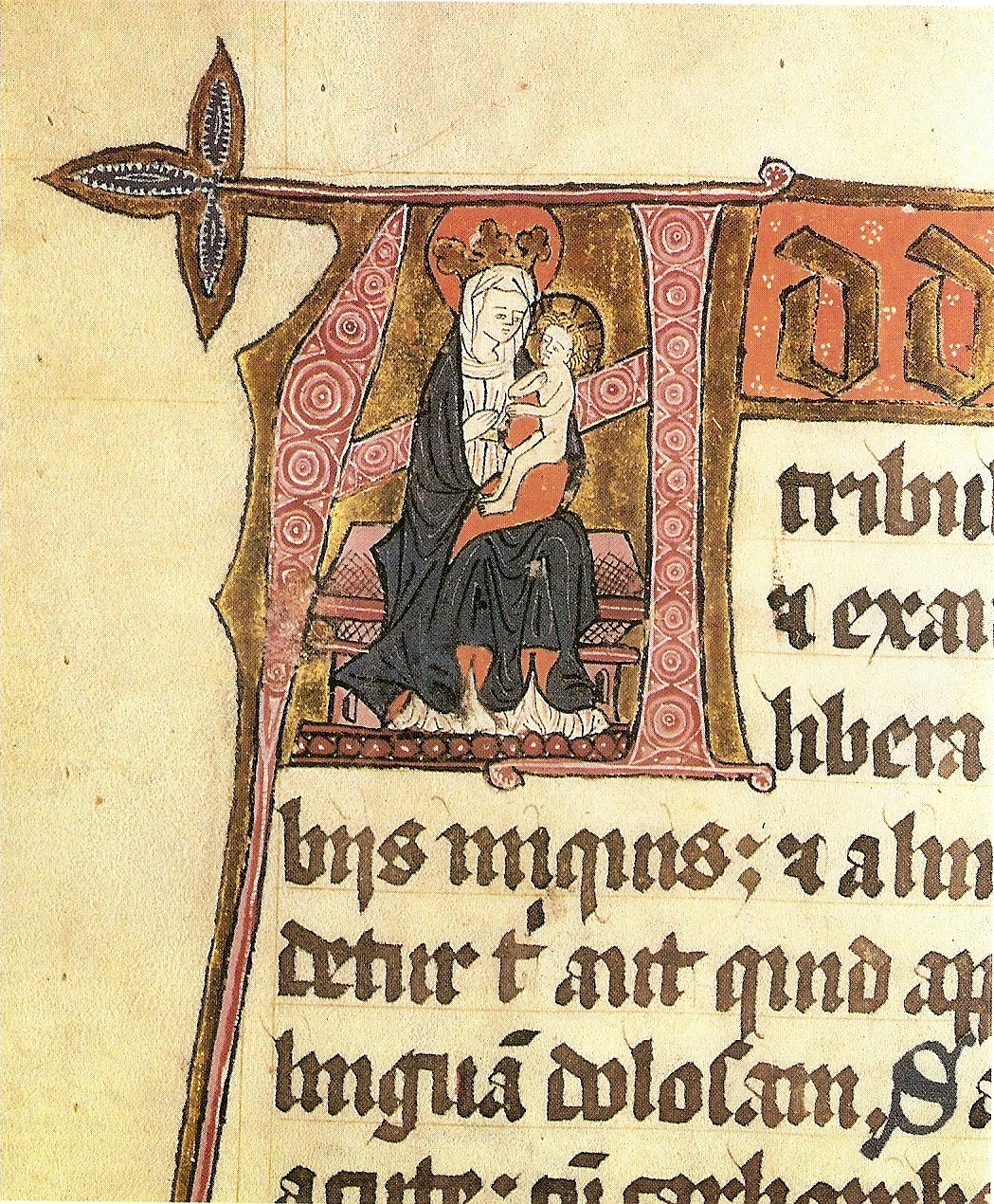
Birgitta Sigfusdatter: Madonna amb nen (Munkeliv, ca. 1450)

Quan l'abadia va ser suprimida durant la Reforma Protestant, el bisbe de Bergen la va utilitzar l'abadia com a residència i va utilitzar l'església com a catedral de Bergen. Tanmateix, tot el complex edificat va ser destruït pel foc el 1536. El jardí d'herbes dels monjos, prop de Puddefjord, va ser cultivat posteriorment pel farmacèutic de Bergen (Løveapoteket) amb plantes medicinals fins que es van edificar les zones circumdants al segle xix.

## Localització i construccions
El monestir es troba actualment dins de l'espai obert conegut com «el monestir» (Klosteret) a Nordnes, prop dels nombres 2-6, i no queden restes visibles. Les excavacions del lloc es van produir el 1857 i el 1860, durant les quals es van recuperar molts fragments estructurals molt ben elaborats. Aquests artefactes es troben ara al Museu d'Història Cultural (Museu Kulturhistorisk), que forma part del Museu de Bergen. Aquests inclouen el conegut cap de marbre del rei Eystein I, descobert per Nicolay Nicolaysen, suposadament el retrat més antic d'un noruec. En aquella època encara hi havia restes de parets sobre el sòl fins a una altura d'aproximadament de 2,4 metres, però aquestes van ser demolides després de les excavacions.
L'església era d'aproximadament 32 metres de llarg i 11 metres d'ample, que consistia en un únic passadís amb el mateix ample que el cor, que acabava en un absis a l'extrem oriental i també una cripta. Al segle xiii es va afegir una torre oest. Els edificis convencionals estaven al sud de l'església. Presumiblement, sota les brigidines, que van realitzar grans alteracions de la construcció, els claustres van ser incorporats a l'església.